# Městský stadion (Karviná)
El Městský stadion Karviná (en español Estadio Municipal de Karviná) es un estadio de fútbol situado en la ciudad de Karviná, República Checa. El estadio inaugurado en 1969 fue reconstruido totalmente entre 2014 y 2016, y reinaugurado justo antes del debut del club MFK Karviná en la Liga Checa de Fútbol, el recinto posee actualmente una capacidad de 4800 asientos.